# Virus de la maladie bronzée de la tomate
Orthotospovirus tomatomaculae
Espèce
Synonymes
- Dahlia oakleaf virus[2]
- Dahlia ringspot virus[2]
- Dahlia yellow ringspot virus[2]
- Mung bean leaf curl virus[2]
- Pineapple yellow spot virus[2]
- Tomato spotted wilt tospovirus[1],[2]
- Tomato spotted wilt virus[1]

Le virus de la maladie bronzée de la tomate, Orthotospovirus tomatomaculae, est une espèce de virus du genre Orthotospovirus (famille des Tospoviridae) à répartition cosmopolite. C'est un virus à ARN monocaténaire à polarité négative rattachés au groupe V de la classification Baltimore. C'est un phytovirus qui infecte de nombreuses espèces de plantes, qui est responsable d'une des principales maladies virales des cultures de tomates (maladie bronzée de la tomate) et qui affecte également des plantes adventices mais aussi de nombreuses autres plantes maraîchères ainsi que des plantes ornementales. Il est transmis par divers insectes-piqueurs, principalement des thrips et notamment le thrips californien (Frankliniella occidentalis).
Ce virus a été classé comme numéro 2 dans la liste des 10 principaux phytovirus en phytopathologie moléculaire. 
Les symptômes sont très variés et se présentent souvent sous forme de taches sur les feuilles et les tiges, pouvant être confondus avec le symptômes d'autre maladies des plantes, voire de carences.
En l'absence de traitement curatif, la lutte passe par la prévention et la lutte contre les invasions de thrips. Des variétés de tomates présentant une résistance génétique au virus ont été mises au point.
Le virus est connu en France depuis 1933 mais les premières épidémies datent de la fin des années 1980, qui ont vu l'introduction de Frankliniella occidentalis depuis la Californie.

## Plantes-hôtes
Le TSWV infecte une vaste gamme de plantes-hôtes, ce qui contribue à son impact économique sur les cultures au niveau mondial. On connaît plus d'un millier d'hôtes différents de ce virus, parmi lesquels des plantes cultivées de très grande importance agronomique comme  la tomate et le tabac.
Parmi les hôtes les plus importants figurent notamment :
- Arachis hypogaea, Browallia sp., Capsicum annuum, Dendranthema ×grandiflorum, Gerbera jamesonii, Lactuca sativa, Nicotiana tabacum, Pelargonium ×hortorum, Pericallis ×hybrida, Solanum lycopersicum.

## Symptômes
Les symptômes d'une infection par le TSWV varient selon les plantes-hôtes, mais il existe également une variabilité des symptômes au sein d'un même type d'hôte en fonction de l'âge de la plante, de la nutrition et de l'environnement (en particulier la température). 
Les symptômes courants sont notamment un retard de croissance, des taches annulaires sur les fruits et la nécrose des feuilles.
Il existe de nombreuses souches différentes du TSWV, et les variations des symptômes peuvent également être dues à des différences dans le nombre de souches présentes.

### Référence biologique
- (en) ICTV : Tomato spotted wilt orthotospovirus  (consulté le 23 janvier 2021)